# ニック・スナイダー
ニコラス・スコット・スナイダー（Nicklaus Scott Snyder、1995年10月10日 - ）は、アメリカ合衆国・フロリダ州マーティン郡パームシティ出身のプロ野球選手（投手）。右投右打。アメリカ独立リーグ・アトランティックリーグのガストニア・ゴーストペッパーズ所属。

## 経歴

### プロ入りとレンジャーズ時代
2017年のMLBドラフト19巡目（全体584位）でテキサス・レンジャーズから指名されてプロ入り。
プロ入り後はルーキー級のアリゾナリーグ・レンジャーズでプロデビューし、5試合の登板で防御率1.29を記録した。
2018年はもアリゾナリーグでプレーし、1勝0敗、防御率6.00の成績を残した。
2019年はA級のヒッコリー・クロウダッズでプレーした。5勝3敗、防御率3.06だった。シーズン終了後にはアリゾナ・フォールリーグでプレーした。
2020年2月にトミー・ジョン手術を受けた。
2021年はクロウダッツで開幕を迎え、6月17日にAA級のフリスコ・ラフライダーズに昇格した。AA級で防御率1.65、16.1イニングで25奪三振という成績でAAA級のラウンドロック・エクスプレスに昇格した。AAA級では5試合の登板で防御率6.23だった。8月20日にメジャー契約を結んでアクティブ・ロースター入りし、21日のボストン・レッドソックス戦でメジャーリーグデビューを果たした。この年は4試合に登板した後、9月に右肩の倦怠感でシーズン終了となった。また、この年のマイナーリーグ・リリーフ・オブ・ザ・イヤーに選ばれた。
2022年はAAA級ラウンドロックで41試合に登板し、2勝2敗1セーブ6ホールド、防御率4.97を記録したが、メジャーでの登板はわずか2試合（1イニング）に終わった。オフの11月18日にフリーエージェント（FA）となり、12月9日にマイナー契約を結び直してチームに残留した。
2023年はメジャー・マイナーともに登板機会がなかった。オフの11月6日にFAとなった。

### フィリーズ傘下時代
2023年12月4日にフィラデルフィア・フィリーズとマイナー契約を結んだ。
しかし2024年も、シーズンを通じて故障者リストに入ったまま全く登板することができず、オフの11月4日にFAとなった。

### 独立リーグ時代
2025年4月11日にアトランティックリーグのガストニア・ゴーストペッパーズと契約を結んだ。

## 詳細情報

### 年度別投手成績
| 年 度    | 球 団    | 登 板 | 先 発 | 完 投 | 完 封 | 無 四 球 | 勝 利 | 敗 戦 | セ 丨 ブ | ホ 丨 ル ド | 勝 率 | 打 者 | 投 球 回 | 被 安 打 | 被 本 塁 打 | 与 四 球 | 敬 遠 | 与 死 球 | 奪 三 振 | 暴 投 | ボ 丨 ク | 失 点 | 自 責 点 | 防 御 率 | W H I P |
| -------- | -------- | ----- | ----- | ----- | ----- | -------- | ----- | ----- | -------- | ----------- | ----- | ----- | -------- | -------- | ----------- | -------- | ----- | -------- | -------- | ----- | -------- | ----- | -------- | -------- | ------- |
| 2021     | TEX      | 4     | 0     | 0     | 0     | 0        | 0     | 0     | 0        | 1           | ----- | 15    | 3.2      | 3        | 0           | 3        | 0     | 0        | 1        | 0     | 0        | 2     | 2        | 4.91     | 1.64    |
| 2022     | TEX      | 2     | 0     | 0     | 0     | 0        | 0     | 0     | 0        | 0           | ----- | 7     | 1.0      | 1        | 0           | 3        | 0     | 0        | 0        | 0     | 0        | 2     | 2        | 18.00    | 4.00    |
| MLB：2年 | MLB：2年 | 6     | 0     | 0     | 0     | 0        | 0     | 0     | 0        | 1           | ----- | 22    | 4.2      | 4        | 0           | 6        | 0     | 0        | 1        | 0     | 0        | 4     | 4        | 7.71     | 2.14    |

- 2022年度シーズン終了時

### 背番号
- 57（2021年 - 2022年）